# 川崎市立野川小学校
川崎市立野川小学校（かわさきしりつのがわしょうがっこう）は神奈川県川崎市宮前区西野川2丁目にある公立小学校。

## 沿革
出典
- 1873年（明治6年）6月15日 - 盛隆小学校（学舎）設立（現在の野川小学校開校）。当時の児童数35名。
- 1914年（大正3年）3月31日 - 宮前村尋常小学校と合併し、宮前村立宮前尋常高等小学校野川分教場となる。
- 1941年（昭和16年）4月1日 - 国民学校令により、川崎市立宮崎国民学校分教場と改称。
- 1944年（昭和19年）
  - 3月31日 - 川崎市立宮崎国民学校分教場が廃止され、川崎市立宮崎国民学校となる。
  - 5月1日 - 開校式挙行し、この日（5月1日）を開校記念日と定める。
- 1947年（昭和22年）5月1日 - 学制改革により、川崎市立野川小学校と改称。
- 1954年（昭和29年）5月15日 - 10周年（復興）記念祝賀式挙行。
- 1955年（昭和30年）9月23日 - 第1次運動場拡張。
- 1960年（昭和35年） - 校旗・優勝旗・校歌制定。
- 1962年（昭和37年） - 鉄筋3階建校舎竣工、第2次運動場拡張。
- 1964年（昭和39年）7月13日 - プール竣工。
- 1964年（昭和39年）11月1日 - 20周年（復興）記念式典挙行（ジャングルジム、池等）。
- 1968年（昭和43年）3月18日 - 体育館竣工。
- 1969年（昭和44年）4月1日 - 久末小学校分離独立。
- 1970年（昭和45年）3月29日 - 鉄筋4階建校舎竣工（8教室）。
- 1972年（昭和47年）4月1日 - 梶ヶ谷小学校分離独立。
- 1973年（昭和48年）
  - 4月1日 - 南野川小学校分離独立。
  - 10月26日 - 創立100周年（復興30周年）記念式典挙行。
- 1980年（昭和55年）
  - 4月4日 - 西野川小学校分離独立。
  - 5月1日 - 児童急増により建設したプレハブ校舎を撤去し、仲良し広場を設定。
- 1982年（昭和57年）
  - 5月21日 - コースター、アスレチック等の遊具施設を設置。
  - 11月6日 - 校舎総合改修工事完成。
- 1983年（昭和58年）11月10日 - 創立110周年（復興40周年）記念式典挙行。
- 1986年（昭和61年）
  - 3月31日 - 西側昇降口新設。
  - 10月18日 - 教室改修により、多目的ホール・スタジオの新設。
- 1989年（平成元年）8月1日 - 校舎全面改築に伴う校舎の一部及びプールの取り壊し工事開始。
- 1991年（平成3年）
  - 2月28日 - 新校舎と新体育館が完成し、学校へ引き渡し。
  - 3月30日 - 外溝工事終了完成。
- 1992年（平成4年）
  - 2月15日 - 新校舎完成記念式典挙行。
  - 3月23日 - 校庭総合改修工事完成。
  - 3月31日 - 可動床式新プール完成。
- 1994年（平成6年）2月5日 - 創立120周年（復興50周年）記念式典挙行。
- 1998年（平成10年）
  - 4月1日 - 留守家庭ホール開設。プール更衣室改築。
  - 12月19日 - 125周年記念餅つき大会挙行。
- 1999年（平成11年）
  - 4月3日 - 児童増により、多目的ホールに2教室増設。
  - 8月25日 - 職員室にクーラーを設置。
  - 11月1日 - 視聴覚室にパソコン7台設置。
- 2000年（平成12年）
  - 4月1日 - 児童増により、図書室を二分し1教室増設。多目的ホールに個別指導教室増設。
  - 12月1日 - コンピュータ教室にパソコン22台設置。
- 2001年（平成13年）4月1日 - 児童増により、閲覧室を普通教室にする。
- 2002年（平成14年）9月1日 - 児童増により、B棟屋上に3教室増設。
- 2003年（平成15年）4月1日 - わくわくプラザ開設。
- 2013年（平成25年）4月1日 - 創立140周年。
- 2023年（令和5年）11月25日 - 創立150周年記念式典挙行[2]。

## 教育目標
- 『かしこく、やさしく、たくましく』

## 通学区域
出典
- 宮前区
  - 梶ヶ谷（尻手黒川道路南側の地域）
  - 野川本町1丁目　　
  - 野川本町2丁目
  - 野川本町3丁目
  - 西野川1丁目（33番～41番）
  - 西野川2丁目（7番～9番、14番～26番、30番～31番、33～37番）
  - 西野川3丁目（3番～11番、14番～22番、27番、29番～47番）
- 高津区
  - 北野川
  - 東野川1丁目
  - 東野川2丁目（1番～13番）

## 進学先中学校
出典
- 川崎市立野川中学校

## 周辺
- 野川小学校わくわくプラザ - 同一敷地内
- 神奈川県警宮前警察署野川交番
- ローソン川崎野川店
- 学校法人亀ヶ谷学園宮前幼稚園 - 進学前幼稚園のひとつ
- 学校法人亀ヶ谷学園宮前おひさまこども園 - 進学前こども園のひとつ
- 宮前スイミングスクール
- 川崎市立西野川小学校
- 川崎市立野川中学校 - 主な進学先中学校

## 交通
- 東急バス「宮02」系統で、「南台団地下」バス停（のりば1）[5]下車後、徒歩約150m・約3分。
  - なお、「宮02」系統は片方向の運行であるほか、朝の通学時間帯の運行も無い。